# 酒井千波
酒井千波（日语：酒井ちなみ，1977年2月4日—），日本AV女優。所屬事務所是馬克斯集團。
出身於北海道。血型是O型 、身高170cm 、三圍是B100（G罩杯）、W60、H96。

## 簡歷
2001年在AV界出道，以熟女系AV女優的身分活躍。
在天空完美電視收費服務的「2006年日本アダルト放送大賞」中，被提名為最優秀熟女女優大賞。
在AV界雜誌《ビデオザワールド》的「2006年アダルトビデオベストテン」中，主演的作品〈競輪場の女〉（ホットエンターテーメント、監督：川崎軍二）為上半年的「第1名」。由於〈競輪場の女〉與〈新鉢女中股間の痺れ〉這2部作品有著優秀的評價，讓她獲得2006年上半年的主演女優賞。
舊藝名是「紫葵」。

## 外部連結
- マークスグループポータルサイト